# 萨达特普尔古杰兰
萨达特普尔古杰兰（Sadat Pur Gujran），是印度德里North East县的一个城镇。总人口42564（2001年）。

## 人口
该地2001年总人口42564人，其中男性23492人，女性19072人；0—6岁人口8367人，其中男4449人，女3918人；识字率62.81%，其中男性为71.84%，女性为51.69%。